# Living Proof (canción de Camila Cabello)
«Living Proof» es una canción de la cantante cubanomexicana Camila Cabello. Se lanzó el 15 de noviembre de 2019, a través de Epic Records y Syco Music, para la promoción de su segundo álbum de estudio Romance. La pista fue escrita por Cabello,  Alexandra Tamposi, Justin Tranter, Mattías Larsson y Robin Fredriksson.

## Antecedentes y composición
La canción se mencionó por primera vez en febrero de 2019 a través de las redes sociales de Cabello, «Le mostré a mi familia las canciones que tengo hasta ahora para el álbum, la favorita unánimemente es una canción llamada Living Proof»". El 13 de noviembre de 2019, Cabello dio a conocer la portada del álbum y la fecha de lanzamiento, y al mismo tiempo anunció que la canción se lanzaría más tarde esa semana para la descarga junto con la preventa del disco y los cuatro sencillos lanzados anteriormente «Shameless», «Liar», «Cry for Me» y «Easy». En su anuncio, Camila comentó: «es una de las primeras canciones que escribí y una de mis favoritas para el álbum».
Musicalmente, «Living Proof» es una pista romántica y sensual con un sonido pop que dura 3 minutos y 14 segundos, comienza con un aplauso y continua constantemente con el sonido de una guitarra, además del uso de un falsete en el coro, en la cual Cabello líricamente usa imágenes religiosas para describir una relación, además de letras idealizadas que describen un romance perfecto. John Kennedy de IHeartRadio comentó que la canción combina «temas de religión y pasión».

## Video musical
El video musical de «Living Proof» dirigido por Alan Ferguson, se lanzó el 24 de noviembre de 2019.

## Presentaciones en vivo
Cabello interpretó «Living Proof» por primera vez en los American Music Awards 2019 el 24 de noviembre de 2019, donde también cantó el sencillo «Señorita» junto a Shawn Mendes. El 6 de diciembre de 2019, presentó el tema en el programa de televisión The Tonight Show Starring Jimmy Fallon.

## Créditos y personal
Créditos adaptados de Genius.
- Camila Cabello – Composición, voz
- Justin Tranter – Composición
- Ali Tamposi – Composición
- Mattias Larsson – Composición
- Robin Fredriksson – Composición
- Dustin Parker – Ingeniería de grabación
- Ryan Dulude – Ingeniería de grabación
- John Hanes – Ingeniería
- Serban Ghenea – Ingeniería de mezcla

## Posicionamiento en listas
| Listas (2019)                          | Mejor posición |
| -------------------------------------- | -------------- |
| Canadá (Canadian Hot 100)              | 84             |
| España (Bucle Top 20)                  | 4              |
| Grecia (International Digital Singles) | 82             |
| Irlanda (IRMA)                         | 82             |
| Lituania (AGATA)                       | 51             |
| Nueva Zelanda Hot Singles (RMNZ)       | 10             |

## Certificaciones
| País (organismo certificador) | Certificación | Unidades certificadas |
| ----------------------------- | ------------- | --------------------- |
| Brasil (Pro-Música Brasil)    | Platino       | 40 000                |

## Historial de lanzamiento
| País      | Fecha                   | Formato                      | Discográfica                        | Ref    |
| --------- | ----------------------- | ---------------------------- | ----------------------------------- | ------ |
| Varios    | 15 de noviembre de 2019 | Descarga digital y Streaming | Epic Records y Syco Music           | [ 27 ] |
| Australia | 15 de noviembre de 2019 | Contemporary hit radio       | Epic Records y Sony Music Australia | [ 28 ] |